# Urodasys poculostylis
Urodasys poculostylis is een buikharige uit de familie van de Macrodasyidae. De wetenschappelijke naam van de soort werd voor het eerst geldig gepubliceerd in 2014 door Atherton.